# Deutsche Airplaycharts
Die Deutschen Airplaycharts (auch Deutsche Airplay-Charts oder alternativ: Deutsche Radiocharts oder Rundfunk Hitparade) sind eine Reihe von Chartauswertungen, die seit dem 6. April 1976 im Auftrag des Bundesverbandes Musikindustrie (BVMI) ermittelt werden. Sie enthalten die meistgespielten Lieder auf dem deutschen Hörfunkmarkt und gelten als offizielle Airplay- beziehungsweise Radiocharts in Deutschland.

## Chartlisten und Umfang
Aktuelle Chartlisten
- Airplaycharts (Top-300-Hitliste)
- Konservativ Pop Airplaycharts (monatlich, Top-50-Hitliste)
- Konservativ Pop Airplaycharts (wöchentlich, Top-50-Hitliste)
- New Entry Airplaycharts (Top-100-Hitliste)
- Volksmusik Airplaycharts (Top-20-Hitliste)

Ehemalige Chartlisten
- Jugend Airplaycharts (Top-50-Hitliste), Letzte Ausgabe: Chartwoche 53/2015, Vorläufer der New Entry Airplaycharts[4]
- Mainstream Airplaycharts (Top-50-Hitliste), Letzte Ausgabe: Chartwoche 53/2015, Vorläufer der New Entry Airplaycharts[4]

## Stichprobe
Ziel der Erfassung ist die repräsentative Abbildung der Musiknutzung im deutschen Hörfunk. Wie bei der Ermittlung der Verkaufscharts ist es auch hier nicht erforderlich, alle existierenden „Programme“ zu erfassen. Es genügt eine repräsentative Stichprobe. Ansatzpunkte für die Auswahl von Programmen sind folgende Kriterien:
- Reichweite
- Programmstruktur
- Unabhängigkeit bei der Programmentscheidung

Dabei werden sowohl öffentlich-rechtliche als auch private Anbieter berücksichtigt. Durch Konzentration auf Programme mit großen Reichweiten nähert sich die Stichprobe einer Vollerhebung an. Für alle in der Stichprobe erfassten Programme wird die zugehörige Tagesreichweite herangezogen.

## Charterhebung

### Gewichtung von Neuheiten
Ein neuer Titel erhält mit erstmaligem Eintritt unter die Besten 200 in die formatübergreifenden Airplaycharts einmalig einen zwölfwöchigen „Neuheitenbonus“. Dieser ist unabhängig davon, ob das betreffende Stück sich während dieser Bonuslaufzeit in den TOP-300-Charts hält oder nicht. Der Bonus führt zu einer zusätzlichen Bewertung des jeweiligen Titels mit 0,5 Punkten (entsprechend 500.000 Hörern) für den Tag (6:00–23:59 Uhr) und 0,125 (entsprechend 125.000 Hörern) Punkten für die Nacht (24:00–05:59 Uhr). Alle für die Airplaycharts beobachteten und punktierten Stationen werden nach deren aktueller Reichweite gewichtet. Die aktuelle Liste einschließlich der Senderzuordnung zu den jeweiligen „Formatcharts“ der ständig für die Airplaycharts erfassten Programme kann bei Interesse in der Verbandsgeschäftsstelle angefordert werden. Mitgliedsfirmen werden über Änderungen regelmäßig informiert.

### Bereinigungsregeln
Lieder werden 26 Wochen nach Eintritt in die TOP-300-Charts aus den Airplaycharts bereinigt. Titel, die sich noch in den Singlecharts befinden, werden erst nach Austritt aus ebendiesen aus den Airplaycharts bereinigt, auch wenn sie bereits länger als 26 Wochen platziert waren. Bereits aus den Airplaycharts bereinigte Titel, die wieder in die Singlecharts einsteigen, werden ab der Folgewoche bis zum Wiederaustritt aus den Singlecharts für die TOP-300-Charts gewertet. Eine Wiederanmeldung von bereinigten Titeln für die Airplaycharts ist nicht möglich. Das Gleiche gilt für „remasterte Produkte“,  während Neuaufnahmen als neue Produkte gewertet werden können. Bei neu angemeldeten Neuaufnahmen dürfen die alten Versionen nicht mit hinzuaddiert werden. Abweichend davon dürfen Titel, die seit mindestens 26 Wochen nicht unter den Besten 200 der Airplaycharts vertreten waren und niemals die Top 50 der Singlecharts erreichten, neu für die Ermittlung der Airplaycharts gewertet werden. Die Regeln für Neuheitenbonus und Bereinigung berechnen sich neu ab der Wiederanmeldung. Voraussetzung für die erneute Aufnahme in die Airplaycharts ist, dass diese Titel auch über das Musik Promotion Network (MPN) oder manuell beim offiziellen Airplay-Chartsermittler neu angemeldet werden.

### Konservativ Pop Airplaycharts
Die konservativen Sender im Panel werden zusätzlich zur Erfassung bei den Top-300-Charts bei den Konservativen Pop Airplaycharts berücksichtigt. Die aktuelle Zuordnung der Radiostationen wird regelmäßig überprüft und kann bei Interesse in der Verbandsgeschäftsstelle angefordert werden. Die Ermittlung der Konservativen Pop Airplaycharts erfolgt für 50 Positionen. Titel können sich nur einmalig ab Überwachungsstart für die Konservativen Pop Airplaycharts qualifizieren. Die Titel werden unabhängig von ihrer Platzierung in den Singlecharts 26 Wochen nach Eintritt in die Top-300-Charts aus den Konservativen Pop Airplaycharts bereinigt. Für die Konservativ Pop Airplaycharts qualifizieren sich alle Titel aus den Top-300-Charts, die mehrheitlich auf den Sendern des konservativen Sender-Panels laufen. Zur Berechnung der Rangfolge innerhalb der Konservativen Pop Airplaycharts werden die Airplaypunkte der Einsätze bei den konservativen Sendern herangezogen. Der Neuheitenbonus folgt den Regelungen der Top-300-Charts.
Carl Mahlmann, ehemaliges Mitglied des oberen Managements der EMI Electrola GmbH Köln, beschrieb die Zielgruppe des Segments „Konservativ (Pop)“ wie folgt:
- Schwerpunkt in der Altersklasse 40–50 Jahren, Streuung reicht aber von 20–60 Jahren
- überwiegend weibliche Personen
- Einkommens- und Bildungsniveau eher durchschnittlich bis unterdurchschnittlich
- bevorzugtes Repertoire ist deutschsprachige und instrumentelle Musik (z. B. Schlager und Volksmusik)[6]

Neben der wöchentlichen Erhebung erfolgte im Januar 2023 die Einführung einer monatlichen Hitparade. Diese wird ebenfalls als Top-50-Chartliste erhoben und in der MDR-Musikshow Die Schlager des Monats präsentiert.

### New Entry Airplaycharts
Die New Entry Airplaycharts bilden Produkte ab, die neu in den Titellisten der Radiostationen sind, um als Trend-Indikator für Musiklabels, Medien und Endverbraucher zu fungieren. Die New Entry Airplaycharts umfassen 100 Positionen. Titel werden zwölf Wochen nach erstmaligem Charteintritt bereinigt. Bei den New Entry Airplaycharts wird grundsätzlich kein Neuheitenbonus gewährt. Weiterhin erfolgt kein Wiedereinstieg der Titel durch Listung in den Singlecharts. Einmal bereinigte Titel können sich nicht mehr in den New Entry Airplaycharts platzieren. Die New Entry Airplaycharts vereinen seit Anfang 2015 die ehemaligen Jugend- und Mainstream Airplaycharts, die jeweils separat als Top-50-Hitliste bis zur Chartwoche 53/2015 ermittelt wurden.

## Anmeldeverfahren für die Airplaycharts

### Vorlage von Musiktiteln
Bevor Titel für die Airplaycharts erfasst werden können, müssen sie MusicTrace vorliegen und in das System zur Überwachung eingepflegt sein. Es sollten immer alle relevanten Versionen vorgelegt werden, indem entweder
- MusicTrace über das Musik Promotion Network (MPN) für die Musiktitel freigeschaltet wird. MusicTrace ist hierbei in der Kategorie „Internet“ eingeordnet. Kunden des MPN wird empfohlen, MusicTrace standardmäßig in ihre Bemusterungskreise aufzunehmen. Sollten einem Produkt zu einem späteren Zeitpunkt zusätzliche Versionen hinzugefügt werden, ist MusicTrace per E-Mail darauf aufmerksam zu machen.
- MusicTrace ein Download-Link oder einzelne MP3-Datei per E-Mail zugesendet wird. Die mp3-Dateien müssen folgende Voraussetzungen erfüllen: Abtastfrequenz: 44.1kHz/48kHz, Auflösung: 16 bit, Bitrate: mindestens 128 kBit/stereo. Außerdem müssen folgende Mindestangaben ausgeführt werden: Künstler, Titel, Musiklabel und optional: Vertrieb, Labelcode, Autoren, Verlag, Veröffentlichungsdatum, ISRC/EAN, Genre. Einzeltitel, die MusicTrace auf diese Weise vorgelegt werden, werden in der Regel innerhalb von zwei Arbeitstagen in die Überwachung aufgenommen und für die Airplaycharts gewertet.[5]

### Anmeldung von Musiktiteln
Musiklabels und Repertoireinhaber, die sicherstellen wollen, dass Ihre Produkte für die Airplaycharts gewertet werden oder ein bestimmtes Anmeldedatum wünschen, wird empfohlen MusicTrace den Titel gemäß dem Regelwerk zur „Vorlage von Musiktiteln“ vorzulegen und zusätzlich eine E-Mail mit dem Betreff „Chartanmeldung“ an MusicTrace zu senden. Diese soll über folgende Inhalte verfügen:
- Name des Musiklabels/Repertoireinhabers
- Kontaktadresse mit Ansprechperson
- Musiktitel mit Künstler/Titel/Musiklabel
- Start der Chartwertung (Woche/Jahr)

Sollen Produkte mit dem Start der Chartwoche Freitag 00:00 Uhr für die Airplaycharts gewertet werden, so muss der Titel vorher, spätestens zum Mittwoch 23:59 Uhr bei MusicTrace angemeldet und vorgelegt sein. Ist der Donnerstag ein Feiertag, so verschiebt sich die Frist zeitlich um einen Arbeitstag nach vorne. Die Nachmeldung von nicht erfassten Einsätzen ist bei MusicTrace nicht möglich.

### Sperrung von Musiktiteln
Musiklabels und Repertoireinhaber, die keine eigenen Vereinbarungen mit MusicTrace geschlossen haben und wünschen, dass ihr Musiktitel nicht für die Airplaycharts gewertet wird, sollten eine E-Mail mit dem Betreff „Chartsperrung“ an MusicTrace senden, mit den folgenden Angaben:
- Name des Musiklabels/Repertoireinhabers
- Kontaktadresse mit Ansprechperson
- Musiktitel mit Künstler/Titel/Label[5]

### Ablauf der Airplaycharts Erfassung
1. Musiktitel werden, nach der korrekten Vorlage, bei MusicTrace in das Überwachungssystem eingepflegt. Hierbei erzeugt MusicTrace einen digitalen Fingerabdruck aus dem Audiosignal des Musiktitels. Für die Airplay-Erfassung werden alle vom Repertoireeigner angemeldeten Versionen eines Produkts berücksichtigt. Verschiedene Versionen können sich durch Abmischung, Länge und Instrumentierung unterscheiden. Bei Gesangstiteln können Textelemente, nicht aber Titelzeile und Grundaussage bei verschiedenen Versionen variieren. Durch den Wechsel der Sprache entsteht ein neuer Titel und nicht eine neue Version desselben Titels.
2. MusicTrace überwacht die im Panel als chartrelevant spezifizierten Radiostationen anhand des gesendeten Audiosignals und ermittelt anhand des im ersten Schritt erzeugten Fingerabdrucks die Einsätze der vorgelegten Musiktitel.
3. Der Erhebungszeitraum für die Überwachung dauert von Freitag 00:00 Uhr bis Donnerstag der Folgewoche 23:59 Uhr. Einsätze, die in diesem Zeitraum mit mindestens 90 Sekunden Spieldauer ermittelt wurden, werden mit den festgelegten Reichweiten gewichtet und für alle Versionen eines Titels aufaddiert (Nachteinsätze zwischen 00:00 Uhr und 05:59 Uhr erhalten fünf Prozent dieses Gewichtes). Die Rangfolge der Airplaycharts ergibt sich durch absteigende Sortierung der Titel nach ihren aufaddierten Reichweiten.[5]

## Meilensteine
Am 20. Dezember 2019 erreichten Liam Payne und A Boogie wit da Hoodie mit Stack It Up die Chartspitze der Airplaycharts, ohne dass sich die Single jemals in den deutschen Singlecharts platzieren konnte.

## Chartermittler
- 1976–2004: Media Control[10]
- 2004–2013: Nielsen Music Control[10]
- 2013–2015: Music DNA[10]
- seit 2015: MusicTrace[10][11]

## Radio Echo
Zwischen 2011 und 2016 verlieh die Deutsche Phono-Akademie im Rahmen der Echo-Pop-Verleihung einen sogenannten „Radio Echo“. Die Nominierten wurden anhand der am häufigsten gespielten nationalen Titel in den deutschen Airplaycharts ermittelt und im Nachhinein von den Zuschauern per Online, SMS- oder Telefon-Abstimmung bestimmt.
Preisträger
- 2016:  Joris – Herz über Kopf
- 2015:  Andreas Bourani – Auf uns
- 2014:  Christina Stürmer – Millionen Lichter
- 2013:  Roman Lob – Standing Still
- 2012:  Jupiter Jones – Still
- 2011:  Silbermond – Krieger des Lichts[12]

## Trivia
- Zwischen 1989 und 2001 fanden die Airplay-Einsätze auch in den deutschen Singlecharts Berücksichtigung.[10] Seit dem 4. Dezember 2020 finden Airplay-Einsätze, aus der Top-300-Hitliste, wieder Berücksichtigung in den Singlecharts.[13]